# Colletes rothschildi
Colletes rothschildi är en biart som beskrevs av Joseph Vachal 1909. Den ingår i släktet sidenbin, och familjen korttungebin. Inga underarter finns listade i Catalogue of Life.

## Beskrivning
Kroppens grundfärg är svart på huvud och mellankropp, utom delar av käkarna och benen som är rödbruna. De senare är dock täckta med vitaktig behåring; pollenkorgen, hårborsten på honans bakskenben, avsedd till att samla pollen med, är rent vit. Hela ansiktet utom munskölden är täckt med lång, vitgul päls. Mellankroppen har tämligen kort, vitgul päls, i mitten hos honan med en inblandning av mörkbruna hår. Vingarna är svagt gulbruna med bruna ribbor. Bakkroppens utseende skiljer sig åt mellan hona och hane.
Hona:
Grundfärgen på bakkroppen är svart med undantag för bakkanterna på tergiterna (segmenten på bakkroppens ovansida), som är genomskinligt brunaktiga. Emellertid syns inte detta, på grund av att de är täckta med vita hårband. Hela tergit 1 (det främsta bakkroppssegmentet), inklusive det vita hårbandet, och den främre delen av tergit 2 är täckta av kort, platt orangefärgad päls. Med undantag för de vita hårbanden har resten av bakkroppen kort, svart behåring. Honan blir mellan 9,5 och 10,5 mm lång.
Hane:
Grundfärgen på bakkroppen är svart med undantag för bakkanterna på tergiterna 1 till 4, som är genomskinligt brunaktiga, och den övre, främre delen av samma tergiter, som är mörkröda. Hanen har samma vita hårband som honan på bakkanterna av tergiterna 1 till 5 (de två sista tergiterna saknar hårband). Tergit 1 och den främre delen av tergit 2 är täckta av kort, slät gulbrun päls. Resten av bakkroppen har endast sparsamt med svarta hår (utöver de vita hårbanden). Hanen blir mellan 9 och 10 mm lång.

## Ekologi
Colletes rothschildi förekommer i ökenregioner, där den flyger från mars till december. Arten besöker korsblommiga växter som kålsläktet och kransblommiga växter.

## Utbredning
Utbredningsområdet omfattar Etiopien och norra Kenya.